# Nghị viện Nebraska
Cơ quan lập pháp Nebraska (tiếng Anh: Nebraska Legislature) (còn được gọi là Nhất viện) là Nghị viện của tiểu bang Nebraska, Hoa Kỳ. Cơ quan Lập pháp họp tại Điện Capitol bang Nebraska ở Thành phố Lincoln. Với 49 thành viên và họ được gọi là "thượng nghị sĩ", Nghị viện Nebraska là cơ quan lập pháp tiểu bang nhỏ nhất của Hợp chủng quốc Hoa Kỳ.
Không giống như cơ quan lập pháp của 49 bang khác ở Mỹ và Quốc hội liên bang, Nghị viện Nebraska là cơ quan lập pháp đơn viện, do đó không bị tách thành hai viện. Nó cũng phi đảng phái và không chính thức công nhận các đảng phái chính trị của các thành viên.